# Gulsippa
Gulsippa (Anemone ranunculoides) är en flerårig ört i familjen ranunkelväxter som blommar med gula blommor i april och maj. Gulsippan växer tämligen allmänt i Skåne och Gotland. Gulsippan är fridlyst i Blekinge, Jämtlands och Västernorrlands län. I Södermanlands och Västra Götalands län är det är förbjudet att gräva eller dra upp levande exemplar med rötterna, och att plocka gulsippor för försäljning.

## Beskrivning
Gulsippan är en flerårig 10–25 cm hög ört med en lång krypande jordstam, som kan bilda stora bestånd där den trivs i lundar och lövängar.  Blomstjälken bär tre  flikiga kortskaftade svepeblad. Gulsippan blommar i april och maj, med två till tre blommor på varje stjälk. Blommorna är gula, 2 cm breda med 5 kalkblad. Efter blomningen bildas en frukt.
Gulsippan innehåller liksom andra ranunkelväxter ranunculin som övergår i giftet protoanemonin då växten krossas.

## Varianter och hybrider
Gulsippan är mycket lik vitsippan när den inte blommar. Gulsippan har dock gula blommor och två blommor på per stjälk istället för vitsippans ensamma blomma. Vitsippan och gulsippan kan korsa sig och hybriden får blekt gula blommor och kallas svavelsippa.

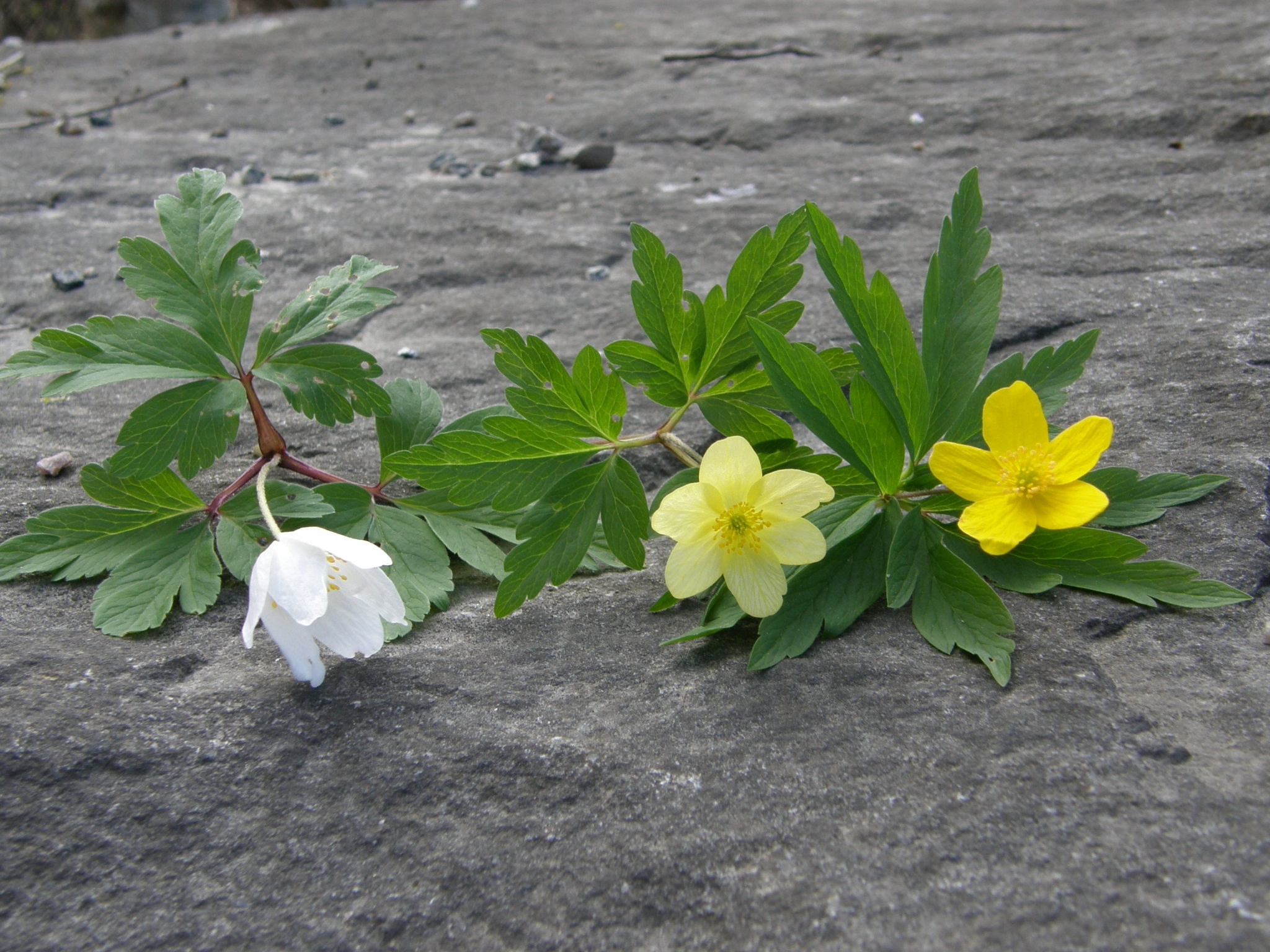
Vitsippa, svavelsippa och gulsippa

## Etymologi
Efterledet sippa kan spåras tillbaka till säper som använts för vitsippa i Nyland. Säper kommer i sin tur av det franska ordet, chapel, som svenskan lånat in via tyskan, schappel eller scheppel, ett ord som betecknar en 'blomsterkrans', ett 'diadem' men också 'kungakrona' och 'brudkrona'.
Släktnamnet anemone kommer från det grekiska ordet amona, 'från roten'. Artnamnet ranunculoides betyder 'lik ranunculus' och syftar på att blomman liknar smörblommans (ranunculus) blommor.